# Callionymus meridionalis
Callionymus meridionalis, tên thông thường là cá đàn lia cờ trắng, là một loài cá biển thuộc chi Callionymus trong họ Cá đàn lia. Loài này được mô tả lần đầu tiên vào năm 1965.

## Phân bố và môi trường sống
C. meridionalis được tìm thấy tại Indonesia, Việt Nam và đảo Đài Loan. Chúng sống ở độ sâu khoảng 70 m trở lại.

## Mô tả
Chiều dài tối đa được ghi nhận ở C. afilum là khoảng 10,8 cm. Đầu và thân có màu nâu nhạt, lưng có nhiều đốm sáng màu, phần bụng có màu vàng nhạt hoặc trắng. Vây lưng thứ nhất ở cá đực có màu trắng, cá mái có màu đen. Vây lưng thứ hai, vây đuôi, vây ngực và vây bụng có đốm nâu. Vây hậu môn màu đen hoàn toàn ở cá đực; có một dải đen ở rìa vây đối với cá mái.
Số gai ở vây lưng: 4; Số tia vây mềm ở vây lưng: 9; Số gai ở vây hậu môn: 0; Số tia vây mềm ở vây hậu môn: 9; Số gai ở vây bụng: 1; Số tia vây mềm ở vây bụng: 5.